# Liste der Naturdenkmäler im Landkreis Starnberg
Im Landkreis Starnberg gibt es 80 ausgewiesene Naturdenkmäler.

## Naturdenkmäler
| Name                                         | Bild | Kennung                           | Einzelheiten | Position | Fläche Hektar | Datum         |
| -------------------------------------------- | ---- | --------------------------------- | --- | -------- | ------------- | ------------- |
| Hirtwiese                                    |      | Flurnummer 569                    | Andechs, OT Erling. Besonderes Pflanzenvorkommen | ⊙        |               | 14. Juni 1977 |
| Feuerlilienwiese                             |      | Flurnummer 560                    | Andechs, OT Erling. Besonderes Pflanzenvorkommen | ⊙        |               | 1. Sep. 1977  |
| Bäckerbichl                                  |      | Flurnummer 416                    | Andechs, OT Erling. Objekt: Tumulus, Geotop: 188R006 | ⊙        | 0,55          | 16. Mai 1979  |
| Linde in Erling                              |      | Flurnummer 289                    | Andechs, OT Erling, an der Andechser Straße Baumart: Linde Torso einer sehr alten Linde (15. Jhd.?) in der Nähe des Klosters Andechs (evtl. sog. „Burgfriedensgrenzbaum“). Die Linde wurde 1998 stark zurückgeschnitten und saniert.                                                      | ⊙        |               | 20. Okt. 1980 |
| Burgstall Felsvorsprung                      |      | Flurnummer 830                    | Andechs, OT Erling. Objekt: Burgstall, Länge 300 m, Breite 36–60 m, Geotop: 188R005 | ⊙        |               | 20. Okt. 1980 |
| Marienfelsen                                 |      | Flurnummer 830                    | Andechs, OT Erling. Objekt: Findling, Volumen: 96 m³ | ⊙        |               | 20. Okt. 1980 |
| Obere Weiherwiese                            |      | Flurnummer 1354                   | Andechs, OT Erling. Besonderes Pflanzenvorkommen | ⊙        | 1,35          | 8. Juni 1982  |
| Ängerlin Nord und Süd                        |      | Flurnummer 2040, 2054             | Andechs, OT Erling. Objekt: Drumlin | ⊙        | 0,96          | 11. Juni 1982 |
| Bäreneich                                    |      | Flurnummer 585, 586               | Andechs, OT Erling. Objekt: Moränenrücken, Geotop: 188R015 | ⊙        | 1,74          | 16. Apr. 1982 |
| Mesnerbichl und Rauhenberg                   |      | Flurnummer 1364, 1393             | Andechs, OT Erling. Fläche von ökologischer Bedeutung | ⊙        | 1,66          | 16. Apr. 1982 |
| Kalkofen (beim Bäckerbichl)                  |      | Flurnummer 1741                   | Andechs, OT Erling. Objekt: Drumlin | ⊙        | 0,39          | 11. Juni 1982 |
| Lange Wiese                                  |      | Flurnummer 1055, 1057             | Andechs, OT Erling. Besonderes Pflanzenvorkommen | ⊙        | 2,17          | 23. Apr. 1986 |
| Gassenholz                                   |      | Flurnummer 1887                   | Andechs, OT Frieding. Fläche von ökologischer Bedeutung | ⊙        | 0,21          | 27. Mai 1982  |
| Einbettäcker                                 |      | Flurnummer 225, 226               | Andechs, OT Frieding. Fläche von ökologischer Bedeutung | ⊙        | 0,04          | 8. Juni 1982  |
| Friedinger Bühel                             | BW   | Flurnummer 856, 857               | Andechs, OT Frieding. Fläche von ökologischer Bedeutung | ⊙        | 1,22          | 9. Juni 1982  |
| Unteres Eichtal                              |      | Flurnummer 191/2                  | Andechs, OT Frieding. Fläche von ökologischer Bedeutung | ⊙        | 0,17          | 16. Apr. 1982 |
| Katzenzipfel                                 | BW   | Flurnummer 1425                   | Andechs, OT Machtlfing. Besonderes Pflanzenvorkommen | ⊙        |               | 3. Nov. 1977  |
| Eisenherd                                    | BW   | Flurnummer 1573                   | Andechs, OT Machtlfing. Fläche von ökologischer Bedeutung | ⊙        | 3,74          | 9. Juni 1982  |
| Engenrain                                    | BW   | Flurnummer 1546, 1549             | Andechs, OT Machtlfing. Fläche von ökologischer Bedeutung | ⊙        | 2,09          | 27. Mai 1982  |
| Gletscherschliff Berg                        |      |                                   | Berg. Objekt: Gletscherschliff, Privatbesitz, kein Zugang, Geotop: 188R001 | ⊙        |               |               |
| Findling am Steinanger                       |      | Flurnummer 177                    | Berg, OT Kempfenhausen. Objekt: Erratischer Block, Volumen: 33 m³ | ⊙        |               | 20. Okt. 1980 |
| Flachmoor bei Garatshausen                   |      | Flurnummer 1150, 1151             | Feldafing. Fläche von ökologischer Bedeutung | ⊙        | 3,50          | 7. März 1980  |
| Märchenwiese (Flachmoor)                     |      | Flurnummer 1145, 1146             | Feldafing. Fläche von ökologischer Bedeutung | ⊙        | 4,10          | 7. März 1980  |
| Scheinwerferwiese (früher Waldwiese)         |      | Flurnummer 1104                   | Feldafing. Fläche von ökologischer Bedeutung | ⊙        | 1,60          | 7. März 1980  |
| Eiche                                        |      | Flurnummer 203                    | Feldafing. Baumart: Eiche Sehr alte Eiche (17./18. Jhd. – eventuell auch älter) im Lenné-Park Feldafing (ehemalige „Huteeiche“ – wurde bei der Parkgestaltung ab 1853 von Lenné und von Effner erhalten).                                                                                 | ⊙        |               | 20. Okt. 1980 |
| Eiche                                        |      | Flurnummer 171                    | Feldafing. Baumart: Eiche Sehr alte Eiche (17./18. Jhd.) im Lenné-Park Feldafing (ehemalige „Huteeiche“ – wurde bei der Parkgestaltung ab 1853 von Lenné und von Effner erhalten). | ⊙        |               | 20. Okt. 1980 |
| Mammutbaum (Wellingtonia)                    |      | Flurnummer 238/2                  | Feldafing. Baumart: Riesenmammutbaum Seltene Baumart, solitär gewachsen, in der alten Villenkolonie Feldafings (als „Besonderheit bzw. Statussymbol“ Ende 19. Jhd. gepflanzt). | ⊙        |               | 20. Okt. 1980 |
| Geschlitztblättrige Buche auf der Roseninsel |      | Flurnummer 199                    | Feldafing. Baumart: Geschlitztblättrige Buche Sehr seltene, alte Baumsorte (um 1850 von der königlichen Hofgärtnerei gepflanzt), solitär gewachsen, auf der Roseninsel. | ⊙        |               | 25. März 2021 |
| Am Rauhenberg                                | BW   | Flurnummer 214/4                  | Feldafing. Fläche von ökologischer Bedeutung | ⊙        | 1,59          | 9. Juni 1982  |
| Sprungl                                      |      | Flurnummer 1121                   | Feldafing. Fläche von ökologischer Bedeutung | ⊙        | 0,49          | 16. Apr. 1982 |
| Stieleiche in Königswiesen                   | BW   | Flurnummer 1232/8                 | Gauting. Baumart: Stieleiche Schön gewachsene, alte Eiche (wohl 19. Jhd.), früher als freistehende „Huteeiche“, jetzt im Siedlungsbereich von Königswiesen (Relikt der alten Landschaftsstruktur/Landeskultur).                                                                           | ⊙        |               | 20. Okt. 1980 |
| Leutstettner Feld                            |      | Flurnummer 1028, 1034             | Gauting. Fläche von ökologischer Bedeutung | ⊙        | 1,43          | 23. Apr. 1986 |
| Sommerlinden St. Laurentiuskapelle           |      | Flurnummer 913                    | Gauting, OT Unterbrunn. Baumart: Sommerlinde Landschaftsbild prägende Linden (gepflanzt Anfang 20. Jhd.?) vor der Kapelle aus dem 12./13. Jhd. | ⊙        |               | 20. Okt. 1980 |
| Linde                                        |      | Flurnummer 353                    | Gilching, OT Argelsried. Geisenbrunn, an der Einmündung der Kleinfeldstraße in die Hauptstraße; Baumart: Linde Sehr alte Linde (wohl 17. Jhd.) mit besonders knorrigem Wuchs. | ⊙        |               | 20. Okt. 1980 |
| Grafrather Holz                              | BW   | Flurnummer 2334                   | Gilching. Fläche von ökologischer Bedeutung | ⊙        | 0,49          | 16. Apr. 1982 |
| 3 Eichen                                     |      | Flurnummer 586/2                  | Herrsching, OT Breitbrunn. Baumart: Stieleiche Sehr dominanter, das Landschaftsbild prägender, alter Baumbestand (wohl 19. Jhd.) am Ortseingang Breitbrunn. Aus dem Bestand 1 Buche abgängig.                                                                                             | ⊙        |               | 20. Okt. 1980 |
| Hechendorfer Feld                            | BW   | Flurnummer 792, 792/1             | Herrsching, OT Breitbrunn. Fläche von ökologischer Bedeutung | ⊙        | 2,36          | 9. Juni 1982  |
| Teufelswiese 1                               | BW   | Flurnummer 775/3, 775/5           | Herrsching, OT Breitbrunn. Besonderes Pflanzenvorkommen | ⊙        | 0,60          | 16. Apr. 1982 |
| Teufelswiese 2                               | BW   | Flurnummer 775, 775/4             | Herrsching, OT Breitbrunn. Besonderes Pflanzenvorkommen | ⊙        | 0,96          | 9. Juni 1982  |
| 2 Eichen                                     |      | Flurnummer 114/4                  | Herrsching, OT Breitbrunn. Baumart: Eiche Sehr dominanter, das Landschaftsbild prägender, alter Baumbestand (wohl 19. Jhd.). | ⊙        |               | 20. Okt. 1980 |
| Strunzwiese                                  |      | Flurnummer 1687                   | Herrsching. Besonderes Pflanzenvorkommen | ⊙        | 2,10          | 7. März 1980  |
| Beim oberen Weinberg                         | BW   | Flurnummer 690                    | Herrsching, OT Widdersberg. Besonderes Pflanzenvorkommen | ⊙        | 0,28          | 6. Sep. 1984  |
| Maulbeere                                    | BW   | Flurnummer 159                    | Inning. Baumart: Maulbeere Sehr seltene Baumart mit hohem Alter (wohl 19. Jhd.). | ⊙        |               | 25. März 2021 |
| Teufelsstein bei Arzla                       | BW   | Flurnummer 1956                   | Inning. Objekt: Erratischer Block, Volumen: 5–6 m³ | ⊙        |               | 20. Okt. 1980 |
| Osthang in Krailling und Stockdorf           |      | Flurnummer 149, 150/1             | Krailling. Fläche von ökologischer Bedeutung | ⊙        | 0,14          | 23. Apr. 1986 |
| Unteres Moos                                 |      | Flurnummer 975, 978               | Pöcking, OT Aschering. Fläche von ökologischer Bedeutung | ⊙        | 0,19          | 16. Apr. 1982 |
| Im Hadorfer Feld                             | BW   | Flurnummer 125                    | Pöcking, OT Maising. Fläche von ökologischer Bedeutung | ⊙        | 0,11          | 16. Apr. 1982 |
| Lußwiesen                                    | BW   | Flurnummer 618/2, 622             | Pöcking, OT Maising. Besonderes Pflanzenvorkommen | ⊙        | 4,33          | 16. Apr. 1982 |
| 9 Buchen                                     |      | Flurnummer 771/2                  | Pöcking. Am Ministerhügel, Baumart: Buche Sehr dominanter, das Ortsbild prägender Baumbestand (19./20. Jhd.) auf dem flachgründigen Ministerhügel (Moränenhügel). | ⊙        | 0,25          | 20. Okt. 1980 |
| 3 Linden                                     | BW   | Flurnummer 960                    | Seefeld, OT Oberalting. Baumart: Linde Alte (wohl 19. Jhd., ggf. älter), solitär gewachsene Baumgruppe, früher alleine in der Feldflur, jetzt eingewachsen. | ⊙        |               | 20. Okt. 1980 |
| Findling Hanfeld                             |      | Flurnummer 273                    | Starnberg, OT Hanfeld. Objekt: Erratischer Block, Volumen: 1 m³ | ⊙        |               | 20. Okt. 1980 |
| Arena (Wagnerhügel)                          |      | Flurnummer 137, 138, 148/2        | Starnberg, OT Landstetten. 3 verschiedene Flächen mit besonderem Pflanzenvorkommen | ⊙        | 0,73          | 23. Apr. 1986 |
| Weiher bei Gut Schwaige                      | BW   | Flurnummer 417                    | Starnberg, OT Leutstetten. Fläche von ökologischer Bedeutung | ⊙        | 0,64          | 23. Apr. 1986 |
| Hoher Stein                                  |      | Flurnummer 68                     | Starnberg, OT Percha. Objekt: Erratischer Block, Volumen: 14 m³, Geotop: 188R002 | ⊙        |               | 20. Okt. 1980 |
| Waldweiher                                   |      | Flurnummer 378                    | Starnberg, OT Percha. Fläche von ökologischer Bedeutung | ⊙        | 0,15          | 20. Okt. 1980 |
| Galgenberg                                   |      | Flurnummer 435, 445, 385, 394     | Starnberg, OT Perchting. Fläche von ökologischer Bedeutung | ⊙        | 2,20          | 6. Dez. 1979  |
| Hochgemeinde                                 |      | Flurnummer 1084, 1084/5           | Starnberg, OT Perchting. Fläche von ökologischer Bedeutung | ⊙        | 1,09          | 8. Juni 1982  |
| 2 Hainbuchen im Acker                        |      | Flurnummer 1130                   | Starnberg, OT Perchting. Baumart: Hainbuche Beeindruckende Solitärbäume im Acker, Abstand ca. 103 m; Baumart in diesem Alter und mit diesem Habitus (solitär in freiem Stand gewachsen) äußerst selten; zudem kulturhistorischer Wert als Relikt einer früheren Hutebewirtschaftungsform. | ⊙        |               | 25. März 2021 |
| Sommerlinde                                  |      | Flurnummer 793/31                 | Starnberg, OT Söcking, Straße An der Linde. Baumart: Sommerlinde Sehr dominante, das Ortsbild prägende, solitär gewachsene, alte (wohl 19. Jhd., evtl. älter) Linde auf flachgründigen Moränenhügel.                                                                                      | ⊙        |               | 20. Okt. 1980 |
| Nagelfluhwand                                | BW   | Flurnummer 1003/2, 1003/3         | Starnberg. Objekt: Nagelfluhwand, Länge 30 m, Höhe 6 m, Geotop: 188A002 | ⊙        |               | 20. Okt. 1980 |
| Findling Wangen                              |      | Flurnummer 638                    | Starnberg, OT Wangen. Erratischer Block, Volumen: 5 m³ | ⊙        |               | 20. Okt. 1980 |
| Im Geigerfilz                                |      | Flurnummer 2191                   | Tutzing, OT Traubing. Fläche von ökologischer Bedeutung | ⊙        | 0,62          | 27. Mai 1982  |
| Baderbichl                                   |      | Flurnummer 1557, 1571             | Tutzing, OT Traubing Schutzobjekt: Kalkmagerrasen | ⊙        | 3,60          | 17. Feb. 1982 |
| Badlach                                      |      | Flurnummer 1295/5                 | Tutzing, OT Traubing. Schutzobjekt: Toteislöcher | ⊙        | 1,10          | 17. Feb. 1982 |
| Schlagberg                                   | BW   | Flurnummer 2242                   | Tutzing, OT Traubing. Fläche von ökologischer Bedeutung | ⊙        | 3,04          | 16. Apr. 1982 |
| Johannishügel                                |      | Flurnummer 646–694                | Tutzing. Schutzobjekt: Drumlin | ⊙        |               | 16. Mai 1979  |
| Filzsee                                      |      | Flurnummer 2409, 2415             | Tutzing. Fläche von ökologischer Bedeutung | ⊙        | 1,54          | 14. Mai 1980  |
| Stiegelwiesen                                |      | Flurnummer 2435                   | Tutzing. Besonderes Pflanzenvorkommen | ⊙        | 2,72          | 27. Mai 1982  |
| Monatshauserin                               | BW   | Flurnummer 1361                   | Tutzing. Fläche von ökologischer Bedeutung | ⊙        | 0,06          | 8. Juni 1982  |
| Mitterfeld                                   | BW   | Flurnummer 915/2                  | Tutzing. Fläche von ökologischer Bedeutung | ⊙        | 1,04          | 9. Juni 1982  |
| Blumenwiese am Wickenberg                    | BW   | Flurnummer 2730                   | Tutzing. Besonderes Pflanzenvorkommen | ⊙        | 0,27          | 23. Apr. 1986 |
| Kiesgrube bei Monatshausen                   | BW   | Flurnummer 1425, 1430             | Tutzing. Fläche von ökologischer Bedeutung | ⊙        | 0,79          | 23. Apr. 1986 |
| 5 Eiben                                      |      | Flurnummer 2400/13                | Tutzing. Baumart: Eibe In dieser Größe im Landkreis Starnberg seltene Baumart am natürlichen Vorkommen im Wald (wohl Ende 19. Jhd.). | ⊙        |               | 20. Okt. 1980 |
| 1 Eiche                                      |      | Flurnummer 254/7                  | Tutzing. Baumart: Eiche Sehr dominante, das Ortsbild prägende, alte Eiche (wohl 19. Jhd.), früher als freistehende „Huteeiche“, jetzt im Siedlungsbereich von Tutzing (Relikt der alten Landschaftsstruktur/Landeskultur).                                                                | ⊙        |               | 28. Apr. 2021 |
| Akeleienwiese                                | BW   | Flurnummer 583, 585               | Weßling, OT Hochstadt. Besonderes Pflanzenvorkommen | ⊙        | 0,37          | 16. Apr. 1982 |
| Eiche am See                                 |      | Flurnummer 66/1                   | Weßling Baumart: Eiche Sehr dominante, das Ortsbild prägende, sehr alte Eiche (wohl 18. Jhd.), am Seeuferweg, sogenannte „Kotsch-Eiche“ (nach dem Landschaftsmaler Theodor Kotsch). | ⊙        |               | 20. Okt. 1980 |
| Eiche Mischenrieder Weg                      |      | Flurnummer 982/1                  | Weßling Baumart: Eiche Sehr dominante, das Ortsbild prägende, alte Eiche (wohl 19. Jhd.), am Mischenrieder Weg. | ⊙        |               | 20. Okt. 1980 |
| Gseacht                                      |      | Flurnummer 1181, 1193, 1183, 1194 | Wörthsee, OT Etterschlag Objekt: Toteislöcher, Geotop: 188R014 | ⊙        | 2,10          | 26. Mai 1982  |
| Eiche in Steinebach                          |      | Flurnummer 436                    | Wörthsee, OT Steinebach. Baumart: Eiche Sehr dominante, das Ortsbild prägende, alte Eiche (wohl 19. Jhd., ggf. älter), früher als freistehende „Huteeiche“, jetzt im Siedlungsbereich von Steinebach (Relikt der alten Landschaftsstruktur/Landeskultur).                                 | ⊙        |               | 20. Okt. 1980 |
| Stieleiche                                   |      | Flurnummer 428                    | Wörthsee, OT Steinebach. Baumart: Stieleiche Sehr dominante, das Ortsbild prägende, alte Eiche (wohl 19. Jhd., ggf. älter), früher als freistehende „Huteeiche“, jetzt im Siedlungsbereich von Steinebach (Relikt der alten Landschaftsstruktur/Landeskultur).                            | ⊙        |               | 20. Okt. 1980 |
| Legende für Naturdenkmal                     |      |                                   | |          |               |               |

## Ehemalige Naturdenkmäler
Die folgenden Bäume und Baumgruppen sind nicht mehr als Naturdenkmäler geschützt.
| Name                      | Bild | Kennung            | Einzelheiten                                                         | Position | Fläche Hektar | Datum                           |
| ------------------------- | ---- | ------------------ | -------------------------------------------------------------------- | -------- | ------------- | ------------------------------- |
| 1 Eiche                   | BW   | Flurnummer 1688    | Gauting. Baumart: Eiche                                              | ⊙        |               | 20. Okt. 1980 bis 25. März 2021 |
| 1 Rotfichte               | BW   | Flurnummer 889     | Herrsching. Baumart: Rotfichte                                       | ⊙        |               | 20. Okt. 1980 bis 25. März 2021 |
| 1 Rotbuche                | BW   | Flurnummer 230/5   | Pöcking. Baumart: Rotbuche                                           | ⊙        |               | 20. Okt. 1980 bis 25. März 2021 |
| 2 Stieleichen             | BW   | Flurnummer 1334/4  | Pöcking. Baumart: Stieleiche                                         | ⊙        |               | 20. Okt. 1980 bis 25. März 2021 |
| 2 Stieleichen, 1 Rotbuche | BW   | Flurnummer 1334/26 | Pöcking Baumart: Stieleiche, Baumart: Rotbuche, Alter etwa 130 Jahre | ⊙        |               | 20. Okt. 1980 bis 25. März 2021 |
| 3 Eschen                  | BW   | Flurnummer 393     | Starnberg, OT Leutstetten. Baumart: Esche                            | ⊙        |               | 20. Okt. 1980 bis 25. März 2021 |
| 1 Rotbuche                | BW   | Flurnummer 655     | Starnberg, OT Perchting. Baumart: Rotbuche                           | ⊙        |               | 20. Okt. 1980 bis 25. März 2021 |
| 1 Feldahornbaum           | BW   | Flurnummer 406     | Starnberg, OT Söcking. Baumart: Feldahorn                            | ⊙        |               | 20. Okt. 1980 bis 25. März 2021 |
| Legende für Naturdenkmal  |      |                    |                                                                      |          |               |                                 |